# Air Tractor AT-602
Die Air Tractor AT-602 ist ein von Air Tractor Inc. hergestelltes Agrarflugzeug, das am 1. Dezember 1995 erstmals in den Vereinigten Staaten flog. Es ist ein Tiefdecker und trägt einen Chemikalienbehälter zwischen dem Motorschott und dem Cockpit. Es wurde entwickelt, um eine Lücke in der Air-Tractor-Reihe zwischen der AT-500-Serie mit einem Behälterfassungsvermögen von 1890 l und der AT-802 mit einem Fassungsvermögen von 3070 l zu schließen.

## Betreiber
Australien
- Dunn Aviation (Western Australia) – 2 × AT-602[2]

Mongolia
- Thomas Air LLC (Mongolia) – 1 × AT-602[3]

## Technische Daten
| Kenngröße                  | Daten                                          |
| -------------------------- | ---------------------------------------------- |
| Besatzung                  | 1                                              |
| Nutztankkapazität          | 2385 L flüssige oder pulverförmige Chemikalien |
| Länge                      | 10,4 m                                         |
| Spannweite                 | 17,07 m                                        |
| Höhe                       | 3,35 m                                         |
| Flügelfläche               | 31,22 m²                                       |
| Flügelstreckung            |                                                |
| Leermasse                  | 2540 kg                                        |
| max. Startmasse (MTOW)     |                                                |
| Antrieb                    | 1 × Turboprop Pratt & Whitney Canada PT6A-60AG |
| Steigleistung              | 3,3 m/s                                        |
| Mindestgeschwindigkeit VS0 | 140 km/h                                       |
| Manövergeschwindigkeit VA  | 241 km/h                                       |
| Höchstgeschwindigkeit VNE  | 349 km/h                                       |